# Symonanthus
Symonanthus, biljni rod iz porodice pomoćnica smješten u tribus Anthocercideae. Sastoji se od dvije vrste s jugozapada Zapadne Australije.
Rod jer opisan u Telopea 2: 175. 1981. (21 Aug 1981)

## Opis
Dvodomni grmovi ili polugrmovi, dlakavi s nežljezdastim i žljezdastim dlakama. Listovi naizmjenični, jednostavni, sjedeći. Cvjetovi pojedinačni ili u skupinama poput cime, na vrhu ili na kratkim bočnim granama, aktinomorfni ili blago zigomorfni, spojeni parovima nasuprotnih brakteja. Čaška zvonasta do kupulasta, 5-režnjevita. Vjenčić usko cjevast s uspravnim ili raširenim krakom (limb), bijel s ljubičastim prugama u cijevi; krak 5-režnjevit, režnjevi kratki, u pupoljku udvostručeni. Prašnika 4 ili 5, povremeno 3, jednakih, umetnutih u bazu vjenčića; ponekad prisutan staminod; prašnici dvokrilni, povezani, dorzalno fiksirani, uzdužnim prorezima rastavljeni. Jajnik bilokularan. Stigma glavičasta, vrlo kratko dvousna. Plod je glatka čahura, s vrha otvorena s 4 zaliska, više ili manje obavijena čaškom. Elipsoid sjemena. n=36.
Dvodomno stanje nije vidljivo jer ženski cvjetovi imaju jasan androecij, ali sterilne prašnike, dok muški cvjetovi imaju očit, ali sterilan ginecej.

## Vrste
1. Symonanthus aromaticus (C.A.Gardner) Haegi
2. Symonanthus bancroftii (F.Muell.) Haegi; tipična vrsta

## Sinonimi
- Isandra F.Muell.; Census, 140 (1882), nomen
- Isandraea Rauschert; Taxon 31(3): 562 (1982) nom. nov. illeg.